# 음란죄
음란(淫亂)이란 사전적 의미로는 음탕하고 난잡한 것을 말한다. 형법에 의하면 음란죄(淫亂罪)는 성욕을 흥분·자극시키는 행위와 관련된 범죄의 총칭하는 것으로 함부로 성욕을 자극 또는 흥분시킴으로써, 보통 정상인의 성적 수치심을 해하여 선량한 성적 도의관념에 반하는 행위를 처벌하고 있다.
즉, 우리 사회의 건전한 성적 풍속 내지 성도덕을 보호하기 위해 “일반 보통인의 성욕을 자극하여 성적 흥분을 유발하고 정상적인 성적 수치심을 해하여 성적 도의관념에 반하는 행위”를 처벌하는 것이다. 음란죄는 주관적으로 성욕의 흥분 또는 만족 등의 성적인 목적이 있어야 성립하는 것은 아니지만 그 행위의 음란성에 대한 의미의 인식이 있으면 족하다.

## 음란죄의 종류
음란에 관한 죄목으로는 공연음란죄, 음화 등 반포죄, 음란물건 제조죄, 강제추행죄, 준강제추행죄, 통신매체 이용 음란죄 등 이렇게 6가지가 있다.
1. 공연음란죄(형법 제245조): 공연히 음란한 행위를 하는 죄. 처벌은 1년 이하의 징역, 500만 원 이하의 벌금, 구류 또는 과료이다.
2. 음화 등 반포죄(형법 제243조): 음란한 문서·도화 기타 물건을 반포·판매 또는 임대하거나 공연히 전시하는 죄. 처벌은 1년 이하의 징역 또는 500만 원 이하의 벌금이다.
3. 음란물건제조죄(형법 제244조): 반포·판매 또는 공연히 전시할 목적으로 음란한 물건을 제조·소지·수입·수출하는 죄. 처벌은 2.와 같다.
4. 강제추행죄(형법 제298조): 폭행 또는 협박으로 사람에 대하여 추행을 하는 죄. 10년 이하의 징역 또는 1500만 원 이하의 벌금에 처한다. 미수범도 처벌한다(형법 제300조). '추행'이라 함은 간음 이외의 음란한 행위를 말한다.
5. 준강제추행죄(형법 제299조 후단, 제305조 후단): 타인의 심신상실 또는 항거불능의 상태를 이용하여 추행을 하거나, 13세 미만의 청소년에게 추행을 하는 죄. 처벌은 4.와 같다.
6. 통신매체이용음란죄(성폭력범죄의 처벌 등에 관한 특례법 제13조): 자기 또는 다른 사람의 성적 욕망을 유발하거나 만족시킬 목적으로 전화, 우편, 컴퓨터, 그 밖의 통신매체를 통하여 성적 수치심이나 혐오감을 일으키는 말, 음향, 글, 그림, 영상 또는 물건을 상대방에게 도달하게 한 죄. 2년 이하의 징역 또는 500만원 이하의 벌금에 처한다.

## 대한민국의 판례
대법원 판례에 의하면 고속도로에서 승용차를 손괴하거나 타인에게 상해를 가하는 등의 행패를 부리던 자가 이를 제지하려는 경찰관에 대항하여 공중 앞에서 알몸이 되어 성기를 노출한 경우, 음란한 행위에 해당하고 그 인식도 있었다고 보았다.
다만, 경범죄처벌법 제1조 제41호가 '여러 사람의 눈에 뜨이는 곳에서 함부로 알몸을 지나치게 내놓거나 속까지 들여다보이는 옷을 입거나 또는 가려야 할 곳을 내어 놓아 다른 사람에게 부끄러운 느낌이나 불쾌감을 준 사람'을 처벌하도록 규정하고 있는 점 등에 비추어 볼 때, “신체의 노출행위가 있었다고 하더라도 그 일시와 장소, 노출 부위, 노출 방법·정도, 노출 동기·경위 등 구체적 사정에 비추어, 그것이 일반 보통인의 성욕을 자극하여 성적 흥분을 유발하고 정상적인 성적 수치심을 해하는 것이 아니라 단순히 다른 사람에게 부끄러운 느낌이나 불쾌감을 주는 정도에 불과하다고 인정되는 경우 그와 같은 행위는 경범죄처벌법 제1조 제41호에 해당할지언정, 형법 제245조의 음란행위에 해당한다고 할 수 없다”고 하고, 말다툼을 한 후 항의의 표시로 엉덩이를 노출시킨 행위가 음란한 행위에 해당하지 않는다고 하였다.
최근 들어 행위예술(퍼포먼스)로 행하여지기도 하는 바, 요구르트 제품의 홍보를 위하여 전라의 여성 누드모델들이 일반 관람객과 기자 등 수십명이 있는 자리에서, 알몸에 밀가루를 바르고 무대에 나와 분무기로 요구르트를 몸에 뿌려 밀가루를 벗겨내는 방법으로 알몸을 완전히 드러낸 채 음부 및 유방 등이 노출된 상태에서 무대를 돌며 관람객들을 향하여 요구르트를 던진 행위는 공연음란죄에 해당한다고 보았다. 이 사건에서 대법원은 “위 행위가 요구르트로 노폐물을 상징하는 밀가루를 씻어내어 깨끗한 피부를 탄생시킨다는 취지의 메시지를 전달하는 행위예술로서의 성격을 전혀 가지고 있지 않다고 단정할 수는 없으나, 위 행위의 주된 목적은 요구르트 제품을 홍보하려는 상업적인 데에 있었고, 이 사건에서 이루어진 신체노출의 방법 및 정도가 위와 같은 제품홍보를 위한 행위에 있어 필요한 정도를 넘어섰으므로, 그 음란성을 부정할 수는 없다”라고 말했다.
- 남성 성기확대기구인 해면체비대기는 그 기구자체가 성욕을 자극, 흥분 혹은 만족시키게 하는 음란물건이라고 할 수 없다.[5]
- 남성용 자위기구인 모조여성성기는 음란한 물건에 해당한다.[6]

## 음란과 외설의 구분
성적인 묘사가 대중의 관심을 끌게 되면서 예술작품의 음란성이 종종 문제가 되어 왔다. 조각과 미술작품은 물론 문학작품에서도 예술과 외설의 경계는 모호하고 종종 법정에서도 다툼이 벌어졌다. 문학작품의 외설이 법정에서 다투어진 사례로는 마광수 교수의 <즐거운 사라, 1992>, 장정일 작가의 <내게 거짓말을 해봐, 1997> 등이 있다. 
우리나라에서는 고야 작 <나체의 마야> 그림을 성냥갑에 복사해 붙인 사건이 음란성에 관한 최초의 대법원 판례로 기록되었다. 우리 대법원은 음란성과 관련하여 판례의 변천을 겪은 바 있다. 가장 최근에는 2008년 “‘음란’이라는 개념은 사회와 시대적 변화에 따라 변화하는 상대적이고도 유동적인 것이고, 그 시대에 있어서 사회의 풍속, 윤리, 종교 등과도 밀접한 관계를 가지는 추상적인 것”이라 전제하고 “구체적인 판단에 있어는 사회통념상 일반 보통인의 정서를 그 판단의 기준으로 삼을 수밖에 없다고 할지라도, 이는 일정한 가치판단에 기초하여 정립할 수 있는 규범적인 개념”이라고 말하고 다음과 같이 그 기준을 제시하였다.
표현물을 전체적으로 관찰·평가해 볼 때 단순히 저속하다거나 문란한 느낌을 준다는 정도를 넘어서서 존중·보호 되어야 할 인격을 갖춘 존재인 사람의 존엄성과 가치를 심각하게 훼손·왜곡하였다고 평가할 수 있을 정도로, 노골적인 방법에 의하여 성적 부위나 행위를 적나라하게 표현 또는 묘사한 것으로서, 사회통념에 비추어 전적으로 또는 지배적으로 성적 흥미에만 호소하고 하등의 문학적·예술적·사상적·과학적·의학적·교육적 가치를 지니지 아니하는 것을 뜻한다고 볼 것이고, 표현물의 음란 여부를 판단함에 있어서는 표현물 제작자의 주관적 의도가 아니라 그 사회의 평균인의 입장에서 그 시대의 건전한 사회통념에 따라 객관적이고 규범적으로 평가하여야 한다.

## 인터넷과 음란성
누구나 자유롭게 접속하여 열람할 수 있는 인터넷에 성적 표현물이 범람하고 있다.
그 중에는 표현의 자유를 추구하는 것도 있지만, 상당수(포르노 사이트)는 상업적인 목적을 가지고 인터넷 이용자를 유혹하고 있는 것이다. 이와 관련하여 음란한 콘텐츠를 청소년유해물로 지정하고 청소년들의 접근을 차단하는 것이 국내외적으로 종종 문제가 되고 있다.
위의 2008년 대법원 판례는 ｢정보통신망 이용촉진 및 정보보호 등에 관한 법률｣에서 규정하고 있는 ‘음란’의 개념을 둘러싸고 문제가 된 것이다. 
대법원은 영상물등급위원회로부터 18세 관람가로 등급 분류를 받은 비디오물의 “동영상들을 전체적으로 관찰·평가해 볼 때 그 내용이 상당히 저속하고 문란한 느낌을 주는 것은 사실이라고 할지라도, 이를 넘어서서 형사법상 규제의 대상으로 삼을 만큼 사람의 존엄성과 가치를 심각하게 훼손·왜곡하였다고 평가할 수 있을 정도로 노골적인 방법에 의하여 성적 부위나 행위를 적나라하게 표현 또는 묘사한 것이라고 단정할 수는 없다”고 말하고 원심을 파기·환송하였다.
2008년에 대법원 판결이 바뀐 데에는 헌법재판소 결정의 영향이 컸던 것으로 보인다. 2002년 헌법재판소는 저속한 표현과 음란한 표현을 구분한 후 저속한 표현은 음란한 표현과는 달리 헌법상 표현의 자유 내에 있으며, 이를 규제할 수는 없으나 음란한 표현물은 헌법의 보호 밖에 있으며 이는 규제할 수 있다고 보았다. 헌법재판소가 청소년보호를 이유로 성인이 볼 수 있는 간행물까지 ‘저속한 간행물’로 금지시킨 것은 성인의 알 권리의 수준을 청소년 수준으로 맞출 것을 국가가 강요하는 것이어서 . . . ‘저속한 간행물’ 부분은 명확성의 원칙에 반할 뿐만 아니라 출판의 자유와 성인의 알 권리를 침해하는 규정이어서 헌법에 위반된다”고 위헌(違憲) 결정을 내렸던 것이다.
이미 미국에서는 1996년 연방통신법 제5장에 인터넷 상의 통신품위법(Communications Decency Act of 1996: CDA) 규정을 신설하고 수신자가 18세 이하임을 알면서 음란하거나 저속한 메시지(obscene or indecent message)를 전송하지 못하도록 금지하였다. 
시민단체에서는 비록 청소년보호를 위해 인터넷 상의 유해물로부터 청소년 접근을 차단하는 것이 필요할지라도 표현의 자유와 관련하여 방법론상의 문제가 있음을 지적하였다. 이 법이 시행되자마자 미국시민자유연맹(American Civil Liberties Union: ACLU)을 비롯한 여러 단체에서는 아무리 청소년보호라는 취지가 좋더라도 법 규정의 모호성으로 인하여 성인의 ‘표현의 자유’가 침해받아서는 안 된다며 소송을 제기하였다. 1997년 쟈넷 리노 법무장관 대 미국시민자유연맹 사건에서 연방대법원은 법조문에 있어서 ‘저속한’과 ‘동시대의 사회적 기준에 비추어 명백히 자극적인(‘contemporary community standards', ‘patently offensive way’) 성적인 또는 배설을 위한 기관을 내용적으로 묘사하고 표현’한 것의 의미가 모호하여 두 가지 기준을 어떻게 연관지워야 할지 불확실하다고 지적한 후 내용상으로(content-based) 표현의 자유를 제한하는 규정은 최소한 필요한 수준에서 ‘좁고 엄격하게’ 규정할 것(narrowly tailored)을 요한다는 헌법상의 원칙을 재차 확인하면서 빈대 잡으려고 초가삼간 태우는(burning the house to roast the pig) 식으로 표현의 자유를 제한할 수 없다고 판시한 바 있다.

## 표현의 자유와 음란성
위에서 살펴본 바와 같이 음란은 헌법상 표현의 자유를 누릴 수 없는 금지영역의 성적 표현물(hardcore pornography: 예: 아동 포르노그라피, 폭력적 포르노그라피)이 이에 해당한다. 그러나 외설적(indecent)이나 선정적(erotic)인 표현은 관리영역의 성적 표현물(softcore pornography)로서, 이는 청소년의 접근이 문제될 뿐이다. 
즉, 음란은 청소년의 정신적 평온을 침해할 위험이 크기 때문에 법적 규제가 합리화도지만 외설은 청소년의 접근만 차단한다면 법적으로 문제가 없게 된다.
이러한 견지에서 2011년 여름 모 대학교수인 방송통신심의위원의 돌출행동은 종래의 판단기준을 뒤흔들 정도에는 미치지 못하였다. 그는 “[한국의] 래리 플린트가 되려는 것은 아니고, 방송통신심의위원회가 국민이 뭘 보고 뭘 듣는지를 통제하는 기구[이기에] 무엇을 차단하고 삭제하였는지를 국민들이 알아야 할 필요가 있다고 생각”하고 방송통신심의위원회가 인터넷에서 삭제를 명한 남성의 성기 노출 사진과 일반적으로 예술성을 인정받고 있는 프랑스 사실주의 화가 귀스타브 쿠르베의 <세상의 근원(기원)>이란 그림 사진을 올렸다고 말했다. 그러나 이 문제는 예술작품의 음란성을 논하는 것이 아니었음에도 많은 사람들이 청소년이 보면 좋지 않을 그림이나 사진을 인터넷 매체에 공공연하게 올린 것을 “예술이냐 외설이냐”는 종전의 기준으로 판단하고 있음을 보여주었다. 외설적인 그림을 제한된 구역에서 성인들끼리 보는 것은 허용되지만 청소년들도 열람할 수 있는 개방된 사이트에 올리는 것은 여전히 금지되고 있는 것이다.

## 같이 보기
- 신성모독
- 검열
- 엣치
- 언론의 자유
- 모욕
- 전화외설증
- 욕설
- 7가지 더러운 단어
- 성규범
- 금기